# 布格豪森
布格豪森（德語：Burghausen）是德国巴伐利亚州的一个市镇。总面积19.81平方公里，总人口18222人，其中男性8914人，女性9308人（2011年12月31日），人口密度920人/平方公里。

## 参见

布格豪森 - Burghausen
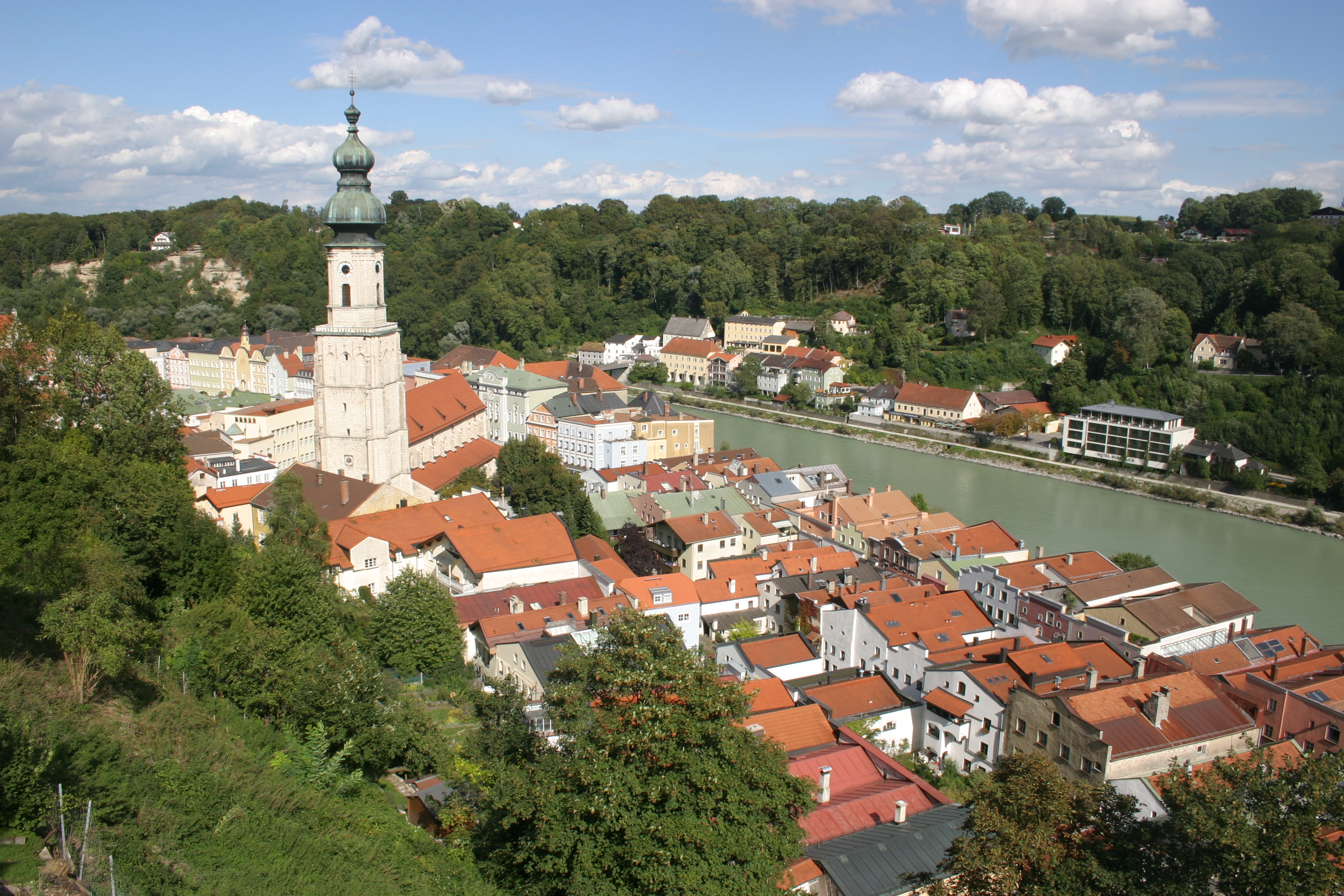
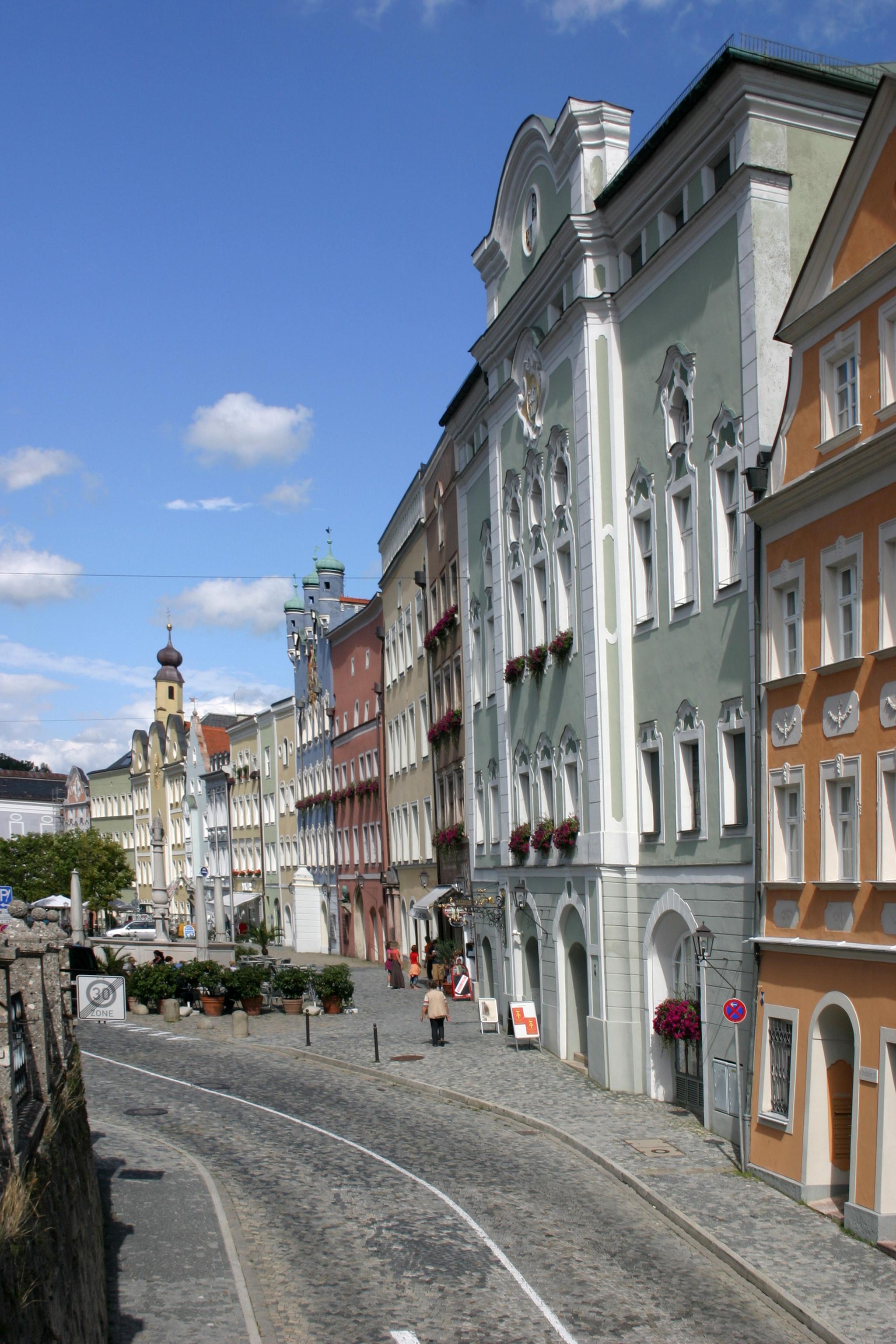
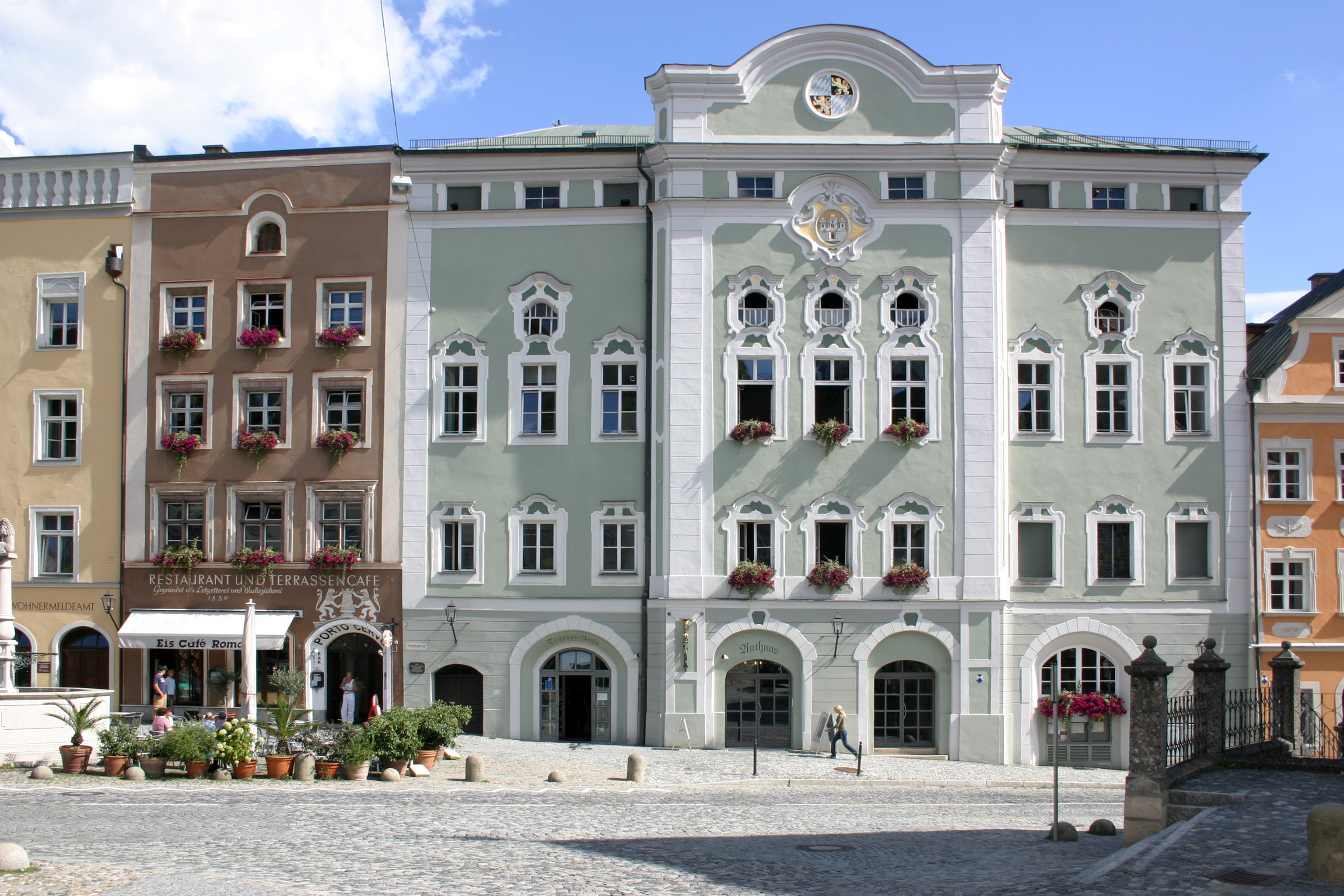
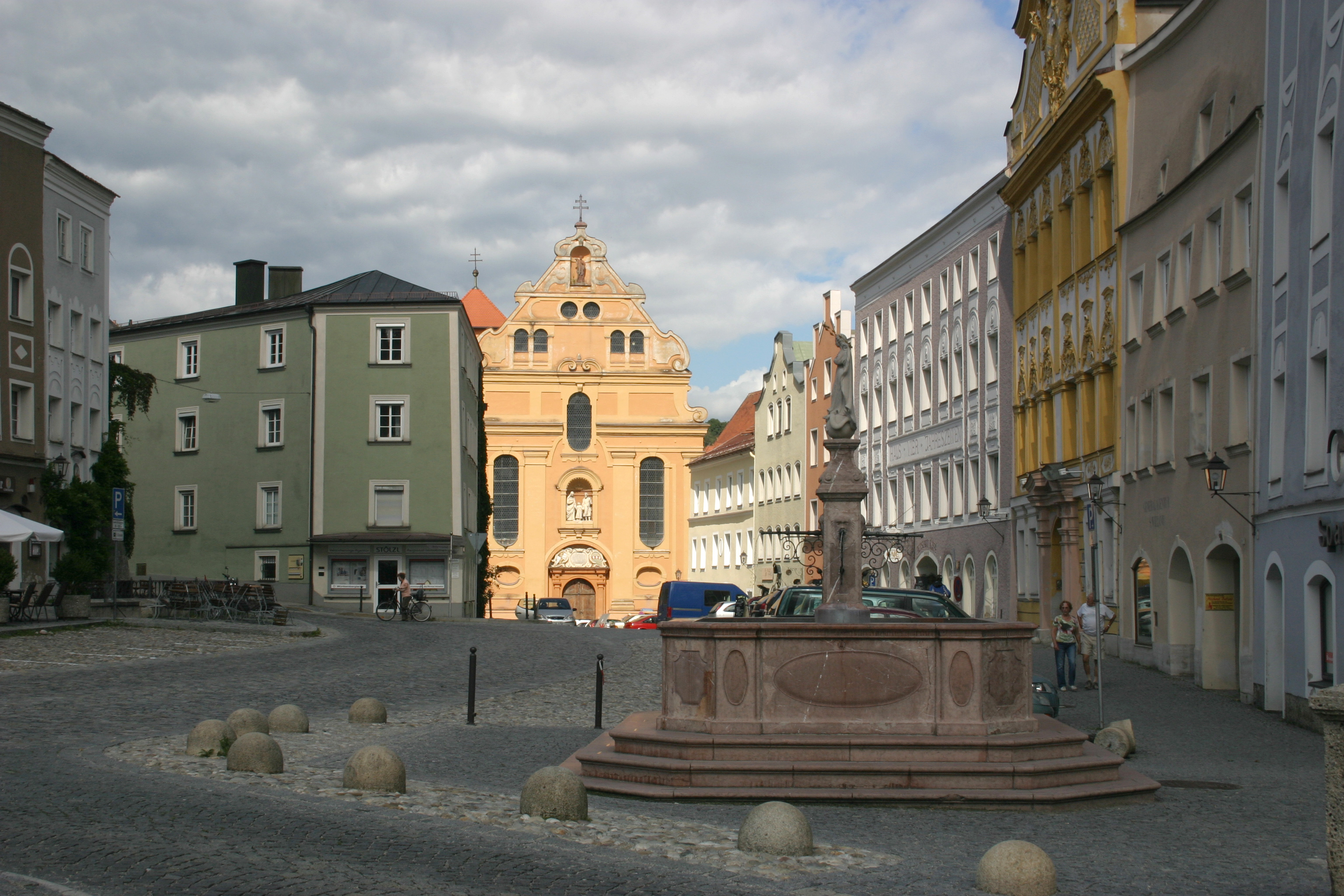
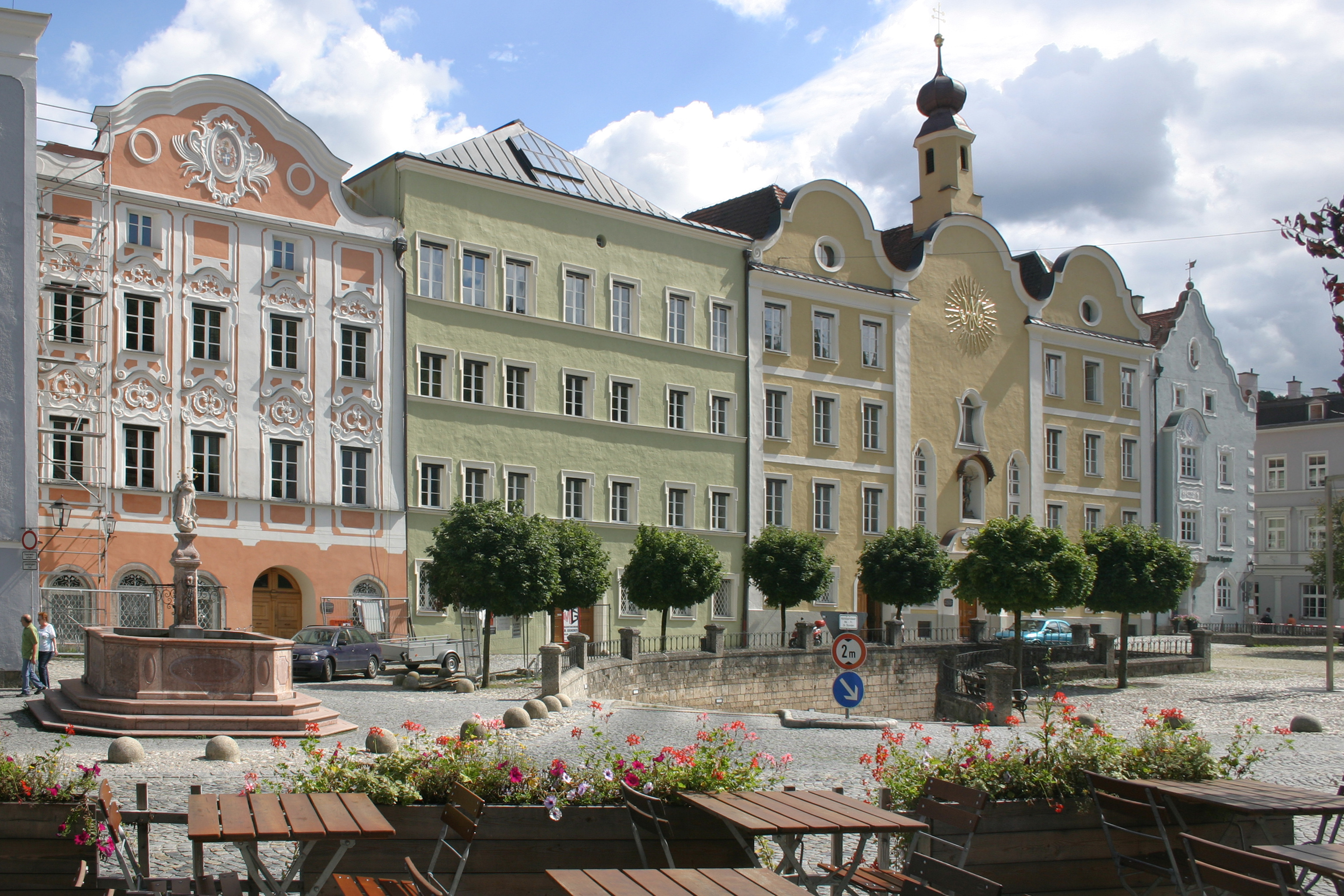
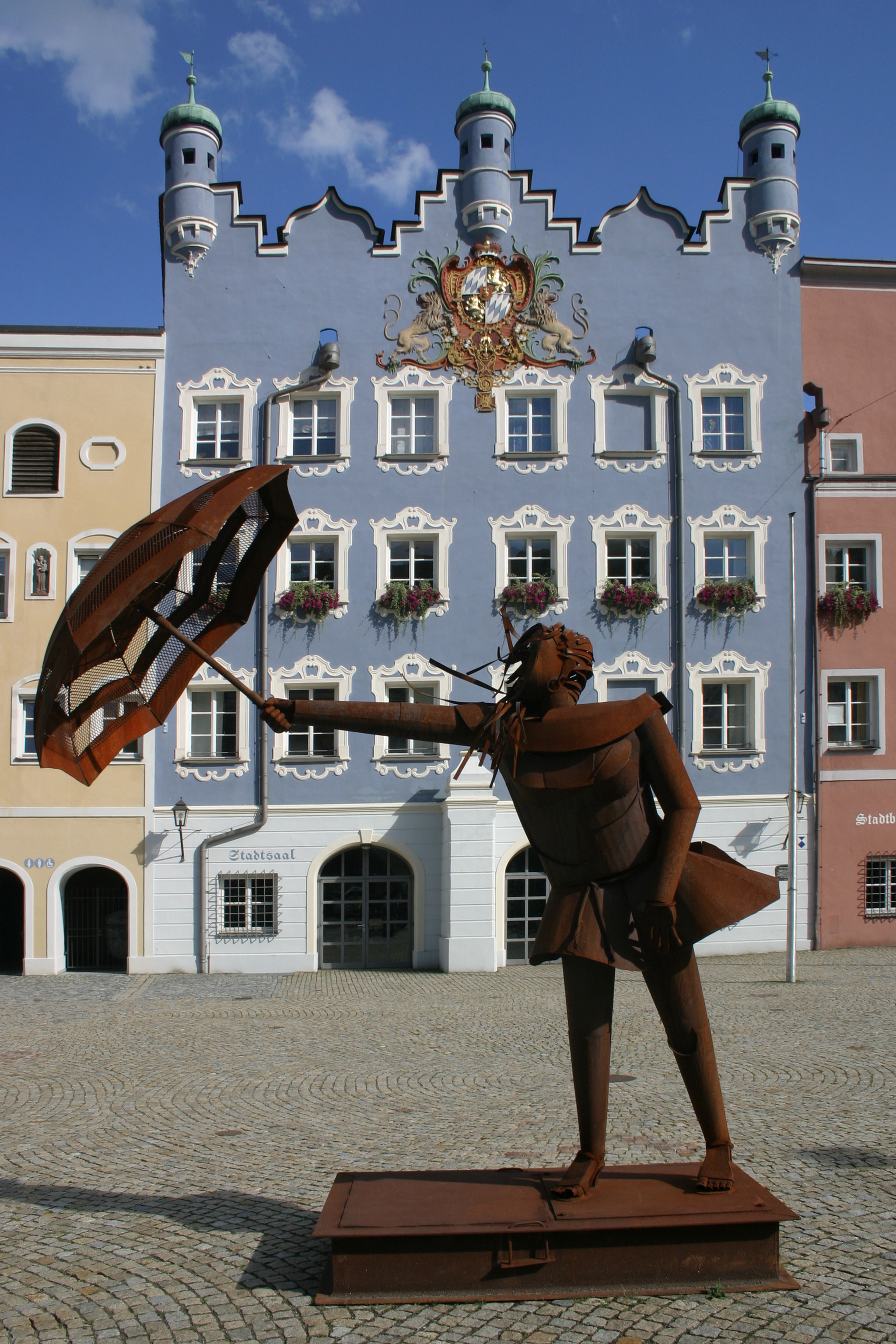
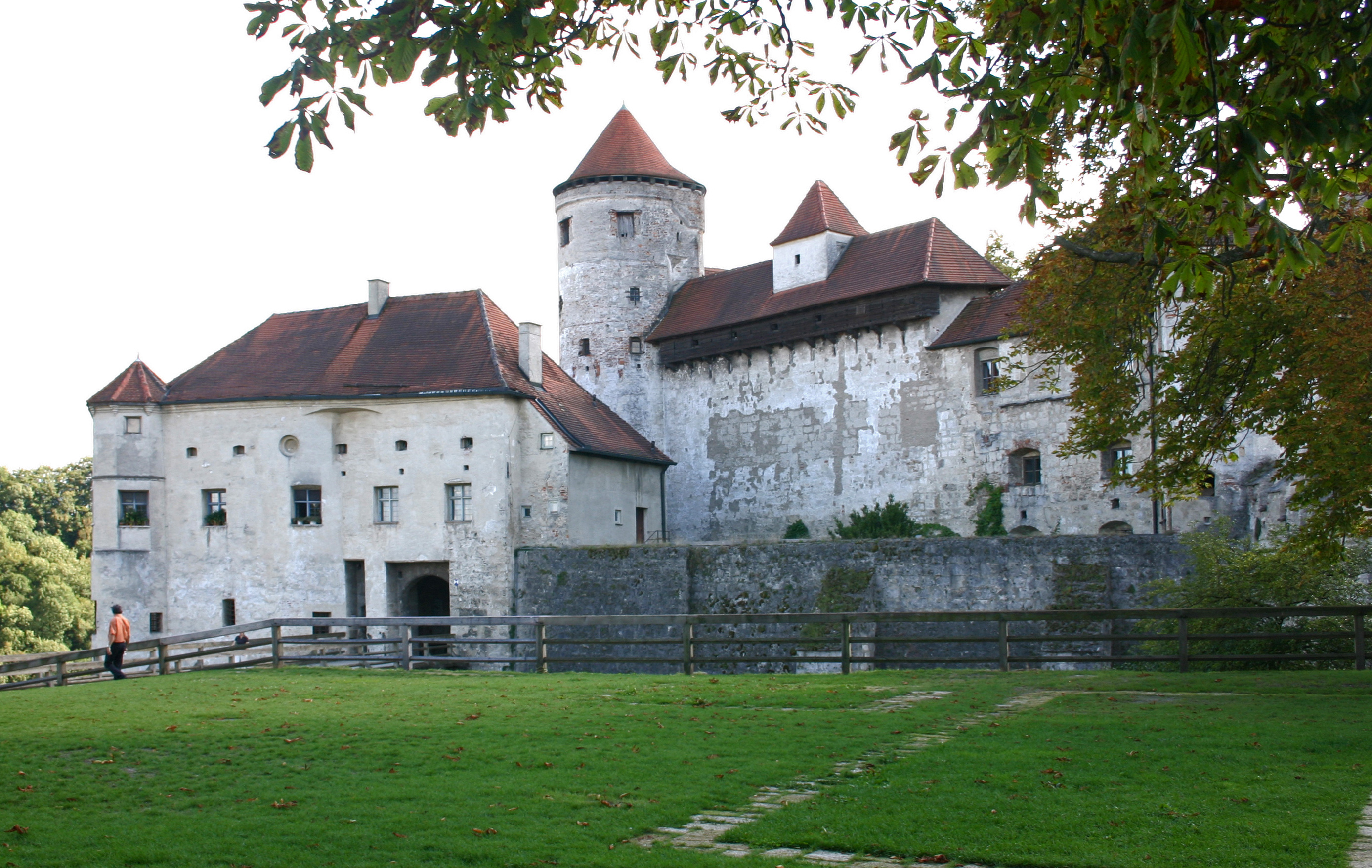
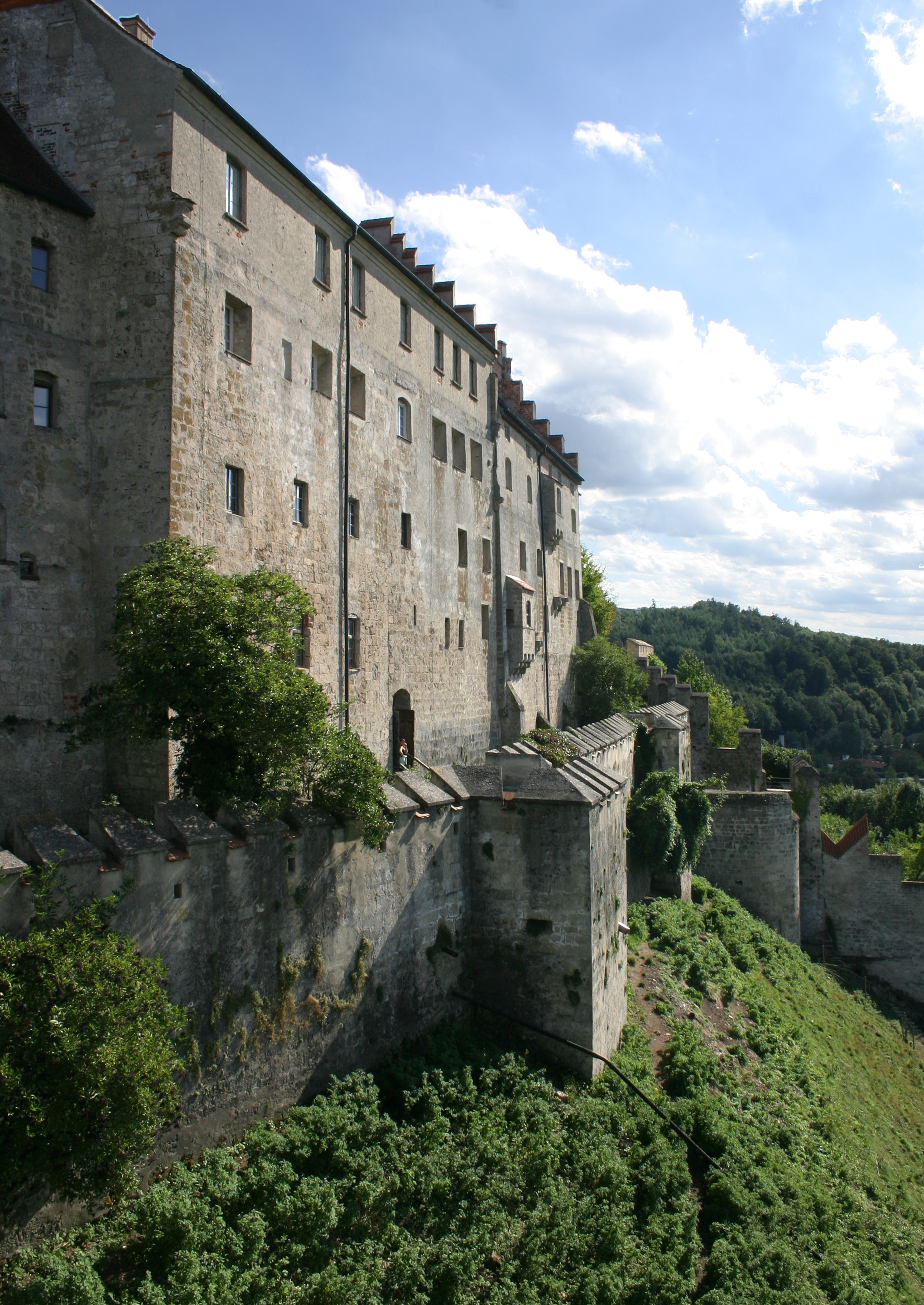

## 友好城市
- 法國 菲梅勒